# Helena Dahlbäck
Helena Dahlbäck, född 11 november 1960, död 9 mars 2000, var en svensk författare.

## Biografi
Dahlbäck blev filosofie kandidat i konstvetenskap och religionshistoria vid Stockholms universitet 1984. Under perioden 1982–1988 arbetade hon på Stockholms kulturförvalgning, och under slutet av 1980-talet var hon intendent på Stockholms leksaksmuseum.
Under 1990-talet delade hon sin tid mellan skrivande, kulturpedagogiskt arbete med barn, läs- och litteraturfrämjande arbete och sin familj. Hon debuterade 1991 med boken Min syster och jag som kom att följas av ett tjugotal böcker. Hon beskrev själv denna skrivprocess som att "det var som om hela mitt hemliga barnsliga själsliv började bubbla över åt alla håll. Jag kunde inte få stopp på det!".
Bland hennes barnböcker kan nämnas Jag Julia och Min läsebok (båda 1995) för vilka hon tilldelades Nils Holgersson-plaketten 1996. I motiveringen stod bland annat "Helena Dahlbäck är en glädjeskrivare. Om den svåra konsten att leva och den goda konsten att läsa handlar de två barnböcker för vilka Helena Dahlbäck erhållit 1996 års Nils Holgersson-pris." Hon satt på stol nr 5 i Svenska barnboksakademien 1999–2000.
Dahlbäck avled år 2000 till följd av cancer.

## Priser och utmärkelser
- Nils Holgersson-plaketten 1996 för Jag Julia och Min läsebok.